# Alcazaba de Fiñana
La alcazaba de Fiñana fue una fortificación situada en el casco urbano de la localidad almeriense de Fiñana, España. Sus restos cuentan con la protección de la Declaración genérica del Decreto de 22 de abril de 1949, y la Ley 16/1985 sobre el Patrimonio Histórico Español.

## Descripción
Se trata de una fortaleza árabe construida en los siglos IX y X, que continuó con su esplendor hasta el siglo XVII y XV, de la que sólo se conservan tres torreones y algunos muros en estado ruinoso. Estos torreones son de planta rectangular, con un sistema constructivo de un mortero simple con cal y arena, recubiertos con una capa de enlucido.
Situada en la parte más alta de la población, en la actualidad es difícil llegar hasta ella, aunque es fácil de distinguir entre el caserío que la rodea y que impide su proximidad. Su ubicación fue elegida por tratarse de un lugar dominante y bien provisto de agua. José Ángel Tapia precisa las razones de su inexpugnabilidad de esta forma: "La alcazaba de Fiñana se levanta sobre el peñón que domina el lugar, peñón que parece cortado por todos los flancos en caída vertical, lo que hacía inexpugnable la fortaleza".
En cercanía con esta alcazaba se sitúa un aljibe de abastecimiento de agua para la población que aprovecha la aportada por una conducción y las recogidas en esta parte alta. Responde al modelo tradicional de gran nave longitudinal construida con sólido hormigón como impermeabilizante, cubierta con bóveda de cañón con lajas de piedra perfectamente trabadas y con tragaluces en su parte alta. Recientemente ha sido restaurado y reconvertido por el ayuntamiento en salón para diversas actividades culturales.
De la alcazaba sólo quedan en pie restos de muros y de torres de planta cuadrada realizados en tapial, en donde pueden apreciarse los mechinales, aunque en ocasiones la obra se refuerza por mampostería.

## Historia
Construida antes del siglo X, continuó su apogeo durante el siglo XIII y XV, hasta ser ocupada por los cristianos en 1489. La importancia de esta fortaleza "fiñani" o fiñanera, tuvo que ser destacada. Ha vivido momentos históricos importantes como recoge el padre Tapia Garrido, quien pone de manifiesto muy tempranamente la relevancia de su alcazaba y de la villa en si del siguiente modo:
"Abd al-Rahaman I, acordándose de la deuda contraída con los yemenitas, le concedió la tierra de la cuenca del río Almería. De esta operación surgieron los distritos de al-Vamaniyyi o Urs del Vemenita, con la fortaleza de Fiñana en medio, apoyada en los contrafuertes de la Alpujarra, de Urs al Qays con la fortaleza de Marchena como defensa principal y de Uras al-Yama tierra dada a los yemenies".
En el año 1489 la fortaleza pasa a manos de los Reyes Católicos. Su técnica constructiva es el tapial o tabiya musulmana. No presenta restos de viviendas, ni siquiera una división del recinto que respondiese a las necesidades propias de toda alcazaba, ya que sus antiguas dependencias forman parte ahora de casas particulares que en muchos casos han destruido sus muros para introducir ventanas o cualquier dependencia.